# تپه قارچی ۱
تپه قارچی ۱ مربوط به عصر آهن دو I- دوره ساسانیان - سدهٔ ۸ تا ۱۰ ه‍.ق است و در شهرستان دورود، بخش سیلاخور، دهستان چالانچولان، ۵۰۰ متری جنوب روستای چالانچولان واقع شده و این اثر در تاریخ ۲۳ بهمن ۱۳۸۵ با شمارهٔ ثبت ۱۷۱۸۸ به‌عنوان یکی از آثار ملی ایران به ثبت رسیده است.